# Китайский национальный балет
Кита́йский национа́льный бале́т (англ. NBC, The National Ballet of China — первая профессиональная балетная труппа Китая, организованная в Пекине в 1958—1959 годах при непосредственном участии педагога и балетмейстера Петра Андреевича Гусева. Являясь одним из ведущих балетных театров страны, имеет собственный симфонический оркестр. Располагается в пекинском театре «Тяньцяо» — первом в Китайской Народной Республике, построенном специально для оперных и балетных представлений в 1953 году.  

## История
Китайский национальный балет был организован специально для сценической практики будущих выпускников  Пекинской балетной школы под руководством Дай Айлянь, основанной в 1954 году. Хотя официальной датой рождения труппы считается 31 декабря 1959 года, её история началась в 1958 году, когда приехавший из Советского Союза педагог и балетмейстер Пётр Гусев поставил на учащихся школы балет П. И. Чайковского «Лебединое озеро» (Одетта-Одиллия — Бай Шусян, принц Зигфрид — Лю Цинтан). Работая в Китае, Гусев воспитал здесь первое поколение китайских танцовщиков, педагогов и хореографов классического балета. Кроме организации пекинской балетной труппы из учащихся, в 1958—1960 годах он руководил балетмейстерскими курсами, открыл хореографические училища в Шанхае и Чанчжоу, а также поставил первые китайские балеты «Красавица рыбка» и «Наводнение».
Первым художественным руководителем труппы стала директор балетной школы Дай Айлянь, считающаяся также основательницей современного танца в Китае. В 1964 году, с началом культурной революции, она была отстранена от руководства труппой, развитием которой в нужном компартии направлении занялась жена Мао Цзэдуна, бывшая актриса Цзян Цин. После смерти Мао и разгрома так называемой «банды четырёх» в 1976 году, Дай Айлянь вновь вернулась в труппу. Благодаря тому, что Китай изменил свою внешнюю политику, она смогла начать налаживать контакт с деятелями западного балетного театра. Эта тенденция впоследствии продолжилась — в результате, начиная с 1980-х годов репертуар труппы постоянно обогащался работами ведущих мировых хореографов. 
В 1982 году в рамках франко-китайской культурной программы ведущие артисты театра были посланы во Францию: Бай Шусян перенимала опыт в парижской Опере, Ин Жуньшэн и Фэн Ин в течение года занимались в её балетной школе, а также прошли месячные стажировки у Мориса Бежара и в Каннах, в Центре классического танца Розеллы Хайтауэр.
Примерно с середины 1990-х годов начали приглашаться китайские хореографы и композиторы для создания оригинальных спектаклей на национальную тематику.  

## Репертуар

#### Классические балеты
Первым спектаклем, исполненным будущими артистами труппы, стал балет П. И. Чайковского «Лебединое озеро» в постановке П. А. Гусева (1958, Одетта-Одиллия — Бай Шусян, принц Зигфрид — Лю Цинтан). В расчёте на китайских танцовщиков им также были поставлены оригинальные балеты «Красавица рыбка» и «Наводнение». Позднее в репертуар театра вошли такие классические спектакли, как «Жизель», «Корсар», «Бахчисарайский фонтан», «Тщетная предосторожность», «Коппелия», «Сильфида», дивертисмент «Па-де-катр» и другие.  
- 1980 — «Сильвия», хореография и постановка Лисетт Дарсонваль. В 2009 году этот балет был показан во время гастролей труппы в Париже, на сцене Опера Гарнье.
- 1985 — «Дон Кихот», постановка Рудольфа Нуреева.
- 2007 — «Лебединое озеро», постановка Наталии Макаровой.

Также в репертуар труппы входят балеты Джорджа Баланчина, Мориса Бежара, Джона Кранко, Ролана Пети, Джона Ноймайера, Уильяма Форсайта. 

#### Национальные спектакли
- 1964 — «Красный женский отряд[англ.]», балет по мотивам одноимённого фильма Се Цзиня, созданного под непосредственным надзором премьера Госсовета КНР Чжоу Эньлая по пьесе Лян Синя и повествующего о революционной борьбе женщин острова Хайнань во времена Гражданской войны (Wu Qinghua — Бай Шусян). Был экранизирован[англ.] в 1970 году (У Цинхуа[англ.], Лю Цинтан — комиссар Хун Чанцин, Сун Чэнь — Командир) и в 1972 годах. В феврале 1972 года, во время визита президента США Ричарда Никсона в Китай, ему был представлен этот балет с теми же артистами в главных ролях.
- «Седая девушка», балет по мотивам одноимённой оперы (1945), созданный труппой Шанхайского балета[англ.] в 1965 году.

Балеты «Красноармейка» и «Седая девушка», включённые в правительственный список восьми революционных образцовых спектаклей, были рекомендованы компартией к показу и постановке по всему Китаю, став частью государственной пропаганды времён культурной революции.
- 2001 — «Зажги красный фонарь» — балет по либретто Чжан Имоу на основе его одноимённого фильма (1991), создан в сотрудничестве с кинорежиссёром. Композитор Чэнь Циган, хореографы Ван Синьпэн (Wang Zinpeng) и Ван Юаньюань (Wang Yuanyuan), сценография Цзэн Ли, костюмы Жерома Каплана.
- 2008 — «Пионовая беседка», балет хореографа Фэй Бо по одноимённой пьесе[англ.] Тан Сяньцзу (1598), костюмы Эми Вада[англ.].
- «Влюблённые-бабочки» — балет по мотивам народной легенды о Лян Шаньбо и Чжу Интай.

## Артисты
В разное время солистами труппы были Лю Цинтан (1932—2010), Бай Шусян (род. 1939), У Цинхуа (род. 1946), Фэн Ин (Feng Ying, род. 1963), Ван Цайцзюнь (Wang Caijun), победительница Московского балетного конкурса 2007 года Ван Циминь. В настоящее время в труппе работает 70 артистов, все они китайцы, большинство — выпускники Пекинской академии танца. Начиная с 2013 года прима-балериной театра является лауреат премии «Бенуа» Чжу Янь (в труппе с 1995, с 2004 — солистка).

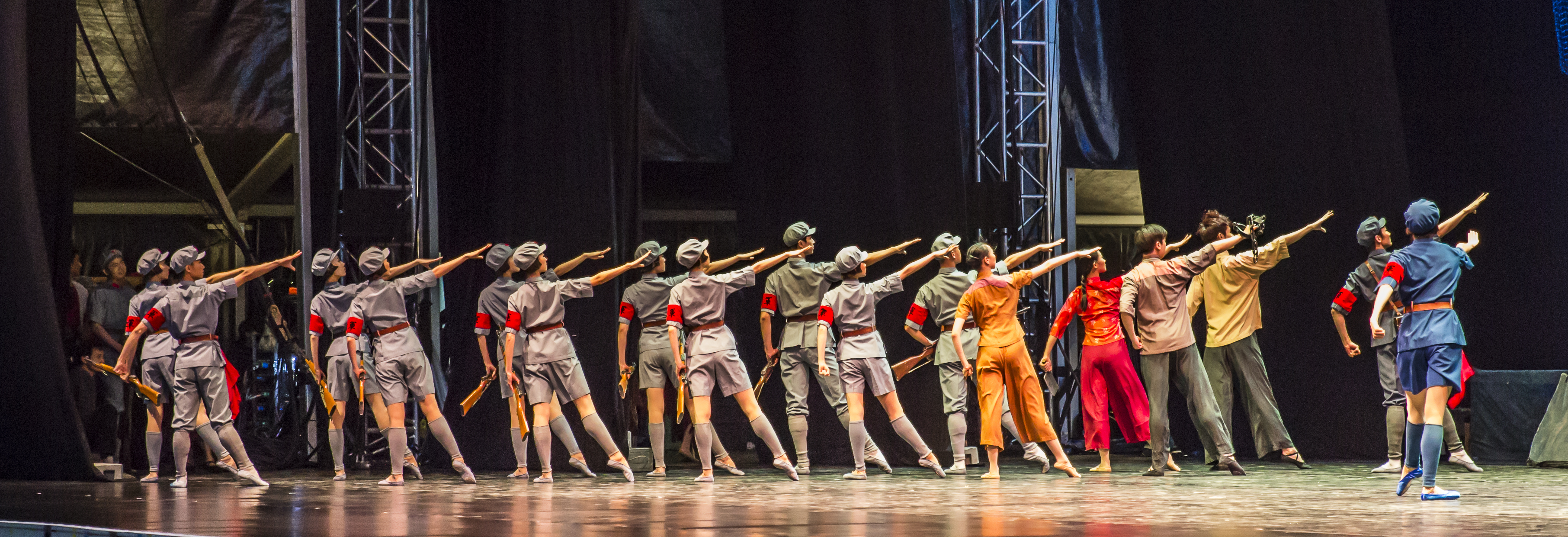
Выступление китайской труппы в Хельсинки, 2018 год

## Руководство
- 1959—1964 — Дай Айлянь[англ.]
- 1976—1980 — Дай Айлянь[англ.]
- 1993—? — Чжао Жухэн (Zhao Ruheng)
- с 2009 — Фэн Ин (Feng Ying)